# Rikke Buch Bendtsen
Rikke Buch Bendtsen (20. oktober 1972 ) er en dansk skuespiller og tidligere sanger i bandet Diskofil. Hun er gift med Rasmus Fruergaard.